# 後沼雷獸
後沼雷獸（學名Metatelmatherium）是一屬雷獸。牠們生存於始新世的北美洲。
後沼雷獸的體重估計達134.3公斤。